# Портнягина, Вера Александровна
Вера Александровна Портнягина (17.05.1928, Каинск, Новосибирская область — 02.10.2005, Боярка, Киевская область) — советский и украинский учёный-химик, заслуженный изобретатель СССР (1988).

## Биография
Окончила химический факультет Киевского университета (1950) и аспирантуру на кафедре органической химии (1953).
Младший научный сотрудник (1953), старший научный сотрудник (1958), руководитель лаборатории химического синтеза (1965—1990) Киевского НИИ фармакологии и токсикологии.
Кандидат (1954), доктор (1972) химических наук. Заслуженный изобретатель СССР (1988) и УССР (1978). Награждена медалями «За доблестный труд» (1970), «За трудовую доблесть» (1976), «Ветеран труда» (1979).
Получила 70 авторских свидетельств, в том числе числится 5 зарубежных патентах. Соавтор препаратов Унитиол, Оксатиол, Пиримидант, Алокс, Изамбен, Амизон.